# The Sopranos
The Sopranos (no Brasil, Família Soprano e em Portugal, Os Sopranos) foi uma premiada série de televisão dramática americana criada por David Chase e produzida pela HBO. A série acompanha a vida de Tony Soprano (James Gandolfini), um mafioso ítalo-americano de Nova Jersey que depois de uma crise de pânico, procura ajuda profissional. É a Dra. Jennifer Melfi (Lorraine Bracco) quem o ajuda a lidar com os problemas e "negócios da família". A série conta com diversos papéis de destaque entre os colegas; membros e rivais da família de Tony. Os mais notáveis são os papéis de sua esposa, Carmela Soprano (Edie Falco), e seu primo, Christopher Moltisanti (Michael Imperioli).
Depois de um piloto ser encomendado em 1997, a série estreou na emissora de TV a cabo HBO nos Estados Unidos em 10 de janeiro de 1999 e, como anunciado em 2006 pela HBO, terminou em 10 de junho de 2007 com um total de 6 temporadas e 86 episódios. A série então passou por uma syndication e foi transmitida pelo canal A&E nos Estados Unidos e internacionalmente. The Sopranos foi produzido pela HBO, Chase Films e Brad Grey Television. Foi filmado quase toda no Silvercup Studios em Nova Iorque, e em locações de Nova Jersey. Seus produtores executivos foram David Chase, Brad Grey, Robin Green, Mitchell Burgess, Ilene S. Landress, Terence Winter e Matthew Weiner.
The Sopranos é considerada por muitos como a melhor série de televisão de todos os tempos. A série também ganhou uma série de prêmios, incluindo o Prêmio Peabody por suas duas primeiras temporadas, vinte e um Emmy Awards e cinco Globos de Ouro. A produção entrou para a cultura popular dos Estados Unidos dos anos 2000, e tem sido objecto de análise crítica, polêmica e paródia, gerou livros, um jogo eletrônico, álbuns de trilha sonora, e um grande merchandise. Vários membros do elenco e equipe da série que antes eram por grande parte desconhecidos do público tiveram carreiras bem sucedidas depois do fim da série. Em 2013, o Writers Guild of America nomeou The Sopranos como a série de TV mais bem escrita de todos os tempos,, o The Guardian considerou-a como a melhor série de TV do século 21, enquanto que o TV Guide e a Rolling Stone classificaram-na como a melhor série de televisão de todos os tempos.
Em Portugal a série estreou na RTP2 em 2001, na versão original legendada. Mais tarde, também começou a passar no canal FOX Crime em Outubro de 2008. No Brasil, foi transmitida originalmente pela HBO de 20 de agosto de 1999 a 26 de agosto de 2007 e na televisão aberta pelos canais SBT e Band.

## Elenco e personagens
- Anthony "Tony" Soprano (James Gandolfini):[29] personagem principal. No início da série é capitão e ascende a chefe da família em substituição ao seu tio. Sofre de síndrome do pânico. É um mafioso da velha guarda, guardião dos antigos costumes da Máfia.

- Carmela Soprano (Edie Falco): mulher de Anthony Soprano. Mantém uma relação que é um misto de amor, admiração, raiva e temor com seu marido, é católica fervorosa, bastante romântica e passional.

- Dra. Jennifer Melfi (Lorraine Bracco): psicóloga de Anthony Soprano. Com o desenvolver da série passar a ter o seu próprio psicólogo a quem confidencia a terapia de Anthony Soprano. Casada com Richard LaPenna, tem um filho, Jason.

- Christopher Moltisanti (Michael Imperioli): primo de Carmela Soprano, que Anthony Soprano trata como seu próprio primo. Sobe aos poucos na família até atingir o posto de capitão e confia no Benny Fazio.

- Silvio Dante (Steven Van Zandt): proprietário do Bada Bing,e chamado (Sil) pelo Christopher Moltisanti capitão e antigo membro da família. Atua como braço direito e conselheiro de Anthony Soprano.

- Paulie "Walnuts" Gualtieri (Tony Sirico): capitão e antigo membro da família. É uma das pessoas de maior confiança de Christopher. Tem o respeito de Anthony Soprano por ter trabalhado com o seu pai, Johnny "Boy" Soprano. Foi criado pela tia, Maria Nuccia, pois sua mãe biológica era uma freira que teve um caso com um soldado. Sofre de transtorno obsessivo-compulsivo.

- Corrado "Junior" Soprano (Dominic Chianese): irmão de Johnny "Boy" Soprano. Com a morte de Jackie Aprile, assume o comando da família DiMeo, que, como passa a ser chefiada por um Soprano, passa a ser conhecida como família Soprano. Após uma manobra interna foi substituído no comando pelo sobrinho, Anthony.

- Meadow Soprano (Jamie-Lynn Sigler): filha mais velha de Anthony Soprano. Apesar de não concordar com o estilo de vida do pai, e ter vários conflitos com ele. Após ingressar na universidade começa a melhorar sua relação com a família.

- Anthony "AJ" Soprano Jr. (Robert Iler): filho novo de Anthony Soprano. Um jovem completamente o oposto da irmã. Não se preocupa com o futuro, não assumindo responsabilidades. Não vê no pai o modelo ideal, mas, diferente da irmã, não se importa muito e aproveita a vida de filho do chefe.

- Bobby "Bacala" Baccalieri (Steve Schirripa): membro da família que ajudava "Junior" antes deste deixar de ser o chefe. Alcança o posto de capitão e após casar com Janice Soprano, passa a ter a vida mais facilitada. Sofre bastante por conta da perda de sua primeira esposa, Karen Baccalieri. é um homem calmo, a ponto de ser ridicularizado por Tony. Tem dois filhos: Bobby Junior e Sophia.

- Janice Soprano (Aida Turturro): irmã de Anthony Soprano. Sempre dramática, provoca o irmão até este perder a calma. Não tem uma fonte de renda fixa e depende da ajuda do irmão para continuar a vida. Depois de casar com Bobby, passa a ter mais ajuda da família. Tem acessos frequentes de raiva e cortou relações com a mãe na juventude.

- Artie Bucco (John Ventimiglia): antigo amigo de Anthony Soprano. Dono do restaurante Nuovo Vesuvio, onde a máfia habitualmente se reúne para jantar. Não tem qualquer ligação com os esquemas da máfia, apesar da amizade. É fraco e não tem auto-confiança, o que o faz passar por situações constrangedoras e mesmo perigosas.

- Adriana La Cerva (Drea de Matteo): ex-noiva de Christopher. Jovem e bonita, é dona de uma boate usada como ponte de encontro de mafiosos. Tem grandes esperanças acerca de seu futuro com Christopher.

- Johnny "Sack" Sacrimoni (Vincent Curatola): inicialmente capitão da família de Nova Iorque e sobe ao posto de chefe após a morte de Carmine Lupertazzi. Ganancioso, não deixa escapar qualquer possibilidade de negócio e muitas vezes briga com Anthony Soprano. Casado com Virgina "Ginny Sack" Sacrimoni, tem duas filhas: Allegra Marie e Catherine.

- Salvatore "Big Pussy" Bonpensiero (Vincent Pastore): capitão amigo de Anthony Soprano, antigo membro da família. Bruto e estereotipado, é casado com Angela Bonpensiero, e foi convidado para ser padrinho de crisma de Anthony Junior.

- Furio Giunta (Federico Castelluccio): membro da máfia italiana que após um acordo vai para a América para trabalhar para a família.

- Richie Aprile (David Proval): irmão de Jackie Aprile. Esteve preso por vários anos e ao sair da prisão reclamar o direito de ser novamente capitão. Não concorda com a troca de chefe na família e ameaça Anthony várias vezes.

- Anthony "Tony B" Blundetto (Steve Buscemi): primo de Anthony. Esteve preso por vários anos e ao sair da prisão tenta não voltar ao mundo do crime, mas acaba por voltar.

- Livia Soprano (Nancy Marchand): mãe de Anthony. Muito severa, não aprova nada que o filho faz. Sofre do distúrbio de personalidade borderline, e organiza um atentado contra seu próprio filho junto com Junior Soprano.

- Ralph Cifaretto (Joe Pantoliano): membro da máfia, ganancioso e oportunista. Após a morte de Jackie, envolve-se com a viúva Rosalie Aprile com a intenção de subir na família. Consegue fazer apesar de Anthony não aprovar as suas atitudes.

- Jackie Aprile (Michael Rispoli): antigo chefe da família DiMatteo (agora conhecida por família Soprano), adorado por todos e referenciado como o chefe perfeito que sabia conduzir os negócios com calma.

- Bennito (Benny) Fazio (Max Casella): soldado capanga de Christopher Moltisanti, oportunista e vigarista, após o roubo de cartão de crédito, chega o Artie e depois é confrontado e nocauteado.

## Temporadas

### Primeira Temporada
Anthony "Tony" Soprano, capo da família DiMeo, tem seguidos colapsos decorrentes de um ataque de pânico, que o levam a iniciar uma terapia com a Dra. Jennifer Melfi, fazendo-lhe revelar diversos detalhes de sua vida íntima e carreira criminal, mas principalmente a influência de seu pai que o levou a tornar-se um criminoso e os problemas psicológicos de sua mãe Livia.
Os problemas com sua esposa Carmela e o desconforto dela com relação às ligações de Tony com o crime organizado é também um dos temas principais. Os filhos de Tony, Meadow e Anthony "A.J." Junior, ganham cada vez mais conhecimento de que o pai é ligado à máfia.
Quando acusações federais são levantadas, como resultado um informante do FBI dentro da família, Corrado "Junior" Soprano, tio de Tony, membro respeitado e de longa data da família, planeja o assassinato do sobrinho, tentando evitar que o problema se espalhasse até ele, principalmente quando descobre que ele se trata com uma psiquiatra.
Após intimidar Christopher Moltisanti, sobrinho de Tony, e solicitar o assassinato de seu braço direito Brendan Filone, Junior é nomeado o chefe da família, logo após a morte do antigo chefe, Jackie Aprile. Mesmo assim, Tony mantém o controle majoritário sobre a família, já que durante a doença de Aprile, a família tornou-se responsabilidade dele. Christopher se vinga de tio Junior assassinando o seu capanga, Mikey Palmice.
Furioso com os planos do tio de executá-lo, Tony realiza uma violenta represália, confrontando a relação de sua mãe com os planos de derrubá-lo. Quando descobre que o filho planeja matá-la, Livia simula um colapso, e fica sob vigilância médica, enquanto Junior, denunciado por Tony, é preso pelo FBI após uma abordagem em sua casa.

### Segunda Temporada
No começo da segunda temporada Richie Aprile, o irmão do falecido Jackie, é solto da prisão, e se mostra incontrolável ao se tratar de negócios, mas consegue se prender à família quando começa a se relacionar com Janice, a irmã de Tony que há pouco tempo havia chegado de Seattle.
O amigo e associado de Tony, Salvatore "Big Pussy" Bonpensiero, então informante do FBI em troco da redução de pena, retorna à Nova Jérsei, após um estranho desaparecimento, que alegou ser um tratamento em Porto Rico.
Após uma viagem à Itália, Tony traz consigo um importante associado, o napolitano Furio Giunta, que atua como um intimidador guarda-costas e cobrador de Tony.
Christopher Moltisanti contrai noivado com sua namorada Adriana La Cerva. Matthew Bevilaqua e Sean Gismonte, dois associados da família, percebendo o pouco sucesso que faziam na gangue, tentaram assassinar Christopher. O plano vai por água a baixo, Christopher sobrevive em estado crítico, mas antes de entrar em coma, consegue matar Sean em legítima defesa. Tony e Big Pussy localizam Matthew e o matam. Uma testemunha então visita o FBI e identifica Tony como um dos assassinos.
Junior é colocado sob prisão domiciliar, enquanto espera o veredito. Richie, frustrado com o rígido controle de Tony, convence Junior a executá-lo. Junior mostra interesse, e informa a Tony sobre as intenções de Richie, criando mais um problema para sua cabeça. Por ironia, a situação se resolve quando inesperadamente Janice, recém-casada com Richie, mata o marido após uma discussão violenta. Tony e seus comparsas limpam todas as evidências e resolvem o problema, Janice então volta para Seattle.

Tony, desconfiado que Big Pussy é um informante do FBI, convida-o para experimentar um Iate que compraria, e acompanhado de Silvio Dante, consigliere da família Soprano, proprietário do clube Bada Bing, e Paulie Gualtieri, capo da família, braço-direito de Tony, executa o amigo, lançando ao mar seu corpo amarrado por correntes.

### Terceira Temporada
A terceira temporada marca a volta do ambicioso Ralph Cifaretto, que esteve preso em Miami, na Flórida, substituindo o falecido Richie Aprile, morto na segunda temporada. Ele começa um relacionamento com Rosalie Aprile, a esposa do antigo chefe. Com o "desaparecimento" de Richie, Ralph então assume o comando dos Aprile, mostrando ser um exímio ganhador para a máfia. Enquanto o mérito de Ralph parece levá-lo ao topo da hierarquia dos Sopranos, sua desobediência induz Tony a não promovê-lo, beneficiando o menos qualificado, porém subordinado Gigi Cestone, causando ressentimentos entre ele e Ralph.
Jackie Aprile Jr. se envolve com Meadow e entra em uma vida imprudente de drogas e crime. Tony até tenta agir como um mentor para Jackie, mas fica impaciente com seu comportamento, principalmente quando o relacionamento entre ele e sua filha se torna mais sério. Inspirados por uma história contada por Ralph de como Tony, seu pai e Silvio Dante cresceram na família, Jackie Jr. e seus amigos Dino Zerilli e Carlo Renzi tentaram um golpe similar, roubando o jogo de cartas de Eugene Pontecorvo, para que ganhassem mais reconhecimento dentro da família. Mas o plano dá errado testes de memoria  quando Jackie entra em pânico com a tagarelice do dealer Sunshine e o mata na frente de todos. Dino e Carlo são mortos durante o roubo, mas Jackie consegue escapar. Tony então entrega a Ralph a decisão quanto a punição a ser dada a Jackie Jr. Apesar de padrasto do rapaz, Ralph não pensa duas vezes e opta pela morte do enteado.
Ralph passa dos limites quando, sob efeito de cocaína, espanca até a morte uma de suas namoradas, Tracee, que trabalhava no Bing e dizia estar grávida de Ralph, que enfurece ainda mais Tony quando o confronta várias vezes na frente da família. Uma rixa surge entre os dois, mas logo se resolve, quando Gigi Cestone sofre um aneurisma no vaso sanitário, forçando Tony a promover Ralph a capo, contra a sua vontade.
Tony começa uma relação com Gloria Trillo (Annabella Sciorra), uma paciente da Dra. Melfi. Seu relacionamento é discreto e tumultuoso. Enquanto isso, Dra. Melfi é estuprada e Junior diagnosticado com câncer de estômago. A.J. continua com problemas na escola, e apesar do sucesso no time de futebol, é expulso.
Nessa temporada, com a morte da atriz que interpretava a mãe de Tony, os produtores optaram por manter a personagem original e usaram CGI para "reviver" a atriz em seu papel.

### Quarta Temporada
Na quarta temporada, Tony e Christopher vigiam a festa de aposentadoria do detetive Barry Haydu, o homem que matou o pai de Christopher. Tony dá a Christopher o endereço de Haydu. Quando Christopher pergunta a razão do detetive não ter sido eliminado após tantos anos, Tony diz que ele era valioso, mas daquele momento para frente, já não tinha mais valor. Christopher espera na casa de Haydu e prepara uma emboscada antes de seu retorno da festa. Haydu nega que matou o pai de Christopher, e luta para se livrar das amarras, gritando "Me desculpe!" no momento em que Christopher o mata.
O sub-chefe de Nova Iorque, Johnny "Sack" Sacrimoni, se enfurece quando descobre que Ralph Cifaretto fez uma piada inapropriada sobre a obesidade de sua mulher Ginny. Ele então pede a permissão do chefão Carmine Lupertazzi para a eliminação de Ralph, mas o pedido é negado. Mesmo assim, Johnny providencia o assassinato. Ao mesmo tempo, Tony recebe, do próprio Carmine, a autorização para assassinar Johnny por desobediência. Junior Soprano aconselha Tony a contratar um velho assassino de Providence para realizar o trabalho. Depois de flagrar a esposa comendo doces secretamente, ao invés de seguir o plano de dieta, Johnny Sack pensa novamente, e cancela o plano contra Ralph.
Tony e Ralph investem em uma égua de corrida, chamada Pie-O-My, que ganha diversas corridas e lhes garante uma alta quantia de dinheiro. Mas quando Justin, o filho de Ralph sofre uma séria contusão, logo que uma flecha atravessou o seu peito, Tony acredita que Ralph queimou Pie-O-My viva em um incêndio no estábulo para conseguir os $200.000 do seguro. Os dois entram em luta séria, culminando com Tony estrangulando Ralph até a morte. Tony e Christopher se livram do corpo, enterrando sua cabeça e mãos na fazenda do pai de Mikey Palmice, e jogando seu corpo em uma pedreira.
Enquanto saía da corte, tio Junior é atingido na cabeça por um microfone, e escorrega por alguns degraus. Tony lhe aconselha a se aproveitar da oportunidade, e agir como um incompetente mental, e usar isso como uma desculpa para não continuar através do julgamento. Mais tarde, Eugene Pontecorvo intimida um jurado, o que resulta em um júri obstado, forçando o juiz a anular o julgamento.
Após a morte da esposa de Bobby Baccalieri, capanga de Junior, Janice tenta um romance com ele. O vício de Christopher pela heroína aumenta, levando seus associados e família a organizarem uma intervenção, que resulta em seu ingresso num centro de reabilitação. Adriana faz amizade com uma mulher que é uma agente encoberta do FBI. Quando a amizade termina, a mulher assume ser do FBI, e diz a Adriana que a única maneira de ficar fora da cadeia é se tornando uma informante. Adriana aceita, e começa a compartilhar informações com o FBI.
Carmela, cuja relação com Tony é tensa devido às preocupações financeiras e suas traições, começa a simpatizar romanticamente com Furio, que por sua vez, temendo quebrar seus códigos morais da máfia siciliana, clandestinamente retorna à Itália, fazendo Carmela pensar, por um tempo, que o italiano havia sido assassinado. Após uma ligação da ex-amante de Tony à sua casa, Carmela se separa do marido. Johnny Sack propõe a Tony o assassinato de Carmine, mas ele recusa.

### Quinta Temporada
A quinta temproada é marcada pela chegada de vários personagens, incluindo Tony Blundetto, primo de Tony Soprano, que junto de outros criminosos é solto da prisão. Michele "Feech" La Manna, antigo capo da família DiMeo, Phil Leotardo, capo da família Lupertazzi e o conselheiro dos Lupertazzi, Angelo Garepe, também entram na história.
Tony oferece trabalhos a Tony B., mas ele recusa, admitindo estar disposto a seguir uma vida mais ética. No início, ele tenta ganhar diplomas como terapeuta na área de massagem, e aspira abrir o próprio centro clínico. A morte de Carmine Lupertazzi abre um vão na sucessão da família, que é disputada pelo capo Johnny Sack e o filho do falecido, Carmine Lupertazzi Jr.. Após várias desobediências de Feech, Tony faz com que ele seja mandado novamente para a prisão.
A guerra entre Johnny Sack e Carmine Jr. começa quando Phil, que estava ao lado de Sack, intimida Lorraine Calluzzo, a "dama agiota" de Carmine Jr. A tentativa de Tony B. de ter uma vida limpa evapora quando agride seu chefe, Sungyon Kim. Tony então alerta a Tony B. que é difícil trabalhar com estranhos. Angelo e Rusty Millio, ambos envolvidos com Carmine Jr., oferecem a Tony B. o serviço de executar Joey Peeps, em retaliação à morte de Lorraine. Tony B. a princípio recusa-se a fazê-lo, mas desesperado pela situação financeira, aceita o serviço. Ele aborda Joey na frente de um bordel e atira, e rapidamente sai de cena. Johnny crê que Tony B. está envolvido, e ordena que os irmãos Phil e Billy Leotardo matem Angelo. Quando fica sabendo da morte, Tony B. novamente coloca as mãos no sangue, e executa Billy, fazendo Phil jurar vingança.
Ainda separado de Carmela, Tony vive na casa dos pais. Carmela fica frustrada vendo que A.J. não a respeita, e permite a ele que viva com o pai. Ela tem um relacionamento discreto com Robert Wegler, conselheiro escolar de A.J. A relação acaba quando Robert suspeita que tudo não passa de um modo para Carmela manipulá-lo para que aumente as notas do filho. Tony e Carmela então se reconciliam. Tony promete ser mais leal, e aceita pagar uma parte do imóvel que Carmela deseja comprar.
Tony dá ao namorado da filha um emprego temporário no setor da construção civil, que é controlado pelo capo dos Aprile, Vito Stapafore. Finn chega mais cedo e flagra Vito realizando sexo oral em um segurança. Vito tenta ser amigável com Finn, e pede para que não diga nada a ninguém. Ele até convida Finn a um jogo dos Yankees, ao qual ele não vai. Logo depois, Finn se despede, por medo de alguma intimidação.
Após ter encoberto um assassinato que aconteceu em sua boate, Adriana é presa e intimidada pelo FBI para usar escutas, em troca da absolvição de ter agido como cúmplice. Ela se recusa a usar as escutas, mas promete ao FBI que fará seu noivo Christopher cooperar com o FBI e se tornar um informante contra a família. Ela explica tudo a Christopher, que em extremo nervosismo, quase a mata. Ele deixa o apartamento, acusando que precisaria de tempo para pensar. Tony então pede a Silvio que busque Adriana e a leve ao hospital, sob a desculpa de que Christopher havia tentado o suicídio, mas ao invés disso, Silvio leva Adriana a uma mata fechada, e lá a executa. A situação com Adriana é muito para Christopher, que volta a abusar das drogas.
Phil Leotardo e seu comparsa confrontam Benny Fazio para saber a localização de Tony B. Phil ameaça matar Christopher se a situação de Tony B. não fosse logo resolvida. Tentando se livrar de mais problemas e fazer as pazes com Nova Iorque, Tony localiza Tony B., na fazenda de seu Tio Pat, e mata o primo com um tiro de espingarda. Phil, ainda assim, fica furioso por não ter tido a oportunidade de matá-lo com as próprias mãos. Tony e Johnny se encontram na casa dos Sacrimoni para fechar a reconciliação, mas de repente, aparecem agentes federais, forçando Tony a fugir e escapar, e prendendo Johnny.

### Sexta Temporada
A sexta temporada, com 21 episódios, é a mais longa da série.
No começo da sexta temporada, Tony é alvejado por Tio Junior, senil e confuso. Em estado de coma, Tony sonha que é um vendedor em uma viagem de negócios, quando a sua maleta é extraviada e ele recebe a de um homem chamado Kevin Finnerty. A recuperação milagrosa de Tony muda seu modo de pensar. Ao mesmo tempo, ele sofre com mais problemas em sua vida de negócios.
A filha de Johnny Sack casa e a família Soprano, já fora do hospital, é convidada. Tony aparenta estar muito cansado, e sofre uma crise após um momento de estresse. Pouco antes do casamento iniciar, Johnny Sack é liberado por seis horas para participar do casamento, considerando que deve pagar os detectores de metal e aceitar a presença de agentes federais.
No momento em que sua filha deixa o casamento, o furgão que escoltaria Johnny de volta para a prisão bloqueia a limusine onde a filha estava, assustando os presentes. Em um momento de fraqueza, Johnny Sack chora conforme é algemado e entra no furgão, diminuindo o respeito dos mafiosos ligados a ele.
Vito Spatafore é descoberto como homossexual depois de trombar com um membro dos Sopranos em um clube de Nova Iorque. O rumor se espalha rapidamente, e quando chega a Meadow, ela conta a Tony e Carmela sobre o incidente entre Finn e Vito com o segurança. Finn se encontra com todos os Sopranos, onde deve contar o que aconteceu com o segurança e as suas opiniões sobre a sexualidade de Vito. Tony deve lidar com o problema de Phil Leotardo, o então chefe de Nova Iorque, enquanto Johnny Sack estava na prisão. Vito foge para New Hampshire, onde tenta escrever um livro e começa um romance com com um cozinheiro de um restaurante local. Mais tarde, Vito volta a Nova Jérsei, e pede para Tony que o permita voltar ao trabalho, embora fosse em Atlantic City. Ele continua a dizer que não é homossexual. Tony considera a decisão de deixá-lo trabalhar e até mesmo viver. Com a demora que Tony leva para decidir, Phil Leotardo intervém e mata Spatafore. Quando um dos membros da família de Nova Iorque, "Fat Dom" Gamiello, faz uma visita a Newark e conta várias piadas sobre Vito e sua morte, os dois capos Sopranos presentes matam Fat Dom, com raiva pela falta de respeito. Com isso, fica claro que as famílias estão a poucos passos de uma guerra.
Chris e Carmine vão a Los Angeles para contratar Ben Kingsley para um filme de produção deles, chamado Cleaver, que é uma mistura entre The Godfather e Saw. Kingsley rejeita a participação. Chris volta a usar cocaína por um curto período.
Tony pensa em matar vários de seus associados por pequenas infrações. Christopher não consegue abandonar a máfia, e tenta esquecer o problema com o vício em cocaína. Quando seu colega dos Narcóticos Anônimos, J.T. Dolan, que foi intimidado para escrever o roteiro de seu filme, afirma que Chris está "dentro da máfia", ele o mata. Christopher sofre um grave acidente sob o efeito de drogas, na companhia de Tony, que sufoca Christopher, mortalmente ferido. A.J. é dispensado por sua noiva e entra em depressão, culminando em uma tentativa falha de suicídio, na piscina do jardim. Dr. Melfi é convencida pelos amigos que Tony usa da terapia para desenvolver suas habilidades sociopáticas. Assim, ela encerra sua relação profissional com Tony, após oito anos de tratamento.
Johnny Sack morre nas dependências médicas da prisão, de câncer nos pulmões, e Leotardo consolida o poder na família Lupertazzi, assassinando seus concorrentes para a liderança. Phil toma o poder oficialmente, e baseado na antiga rixa com Tony, se recusa a negociar com ele. Quando Tony mata um associado dos Lupertazzi por ter ridicularizado sua filha Meadow na frente do noivo, Phil decide que é hora de decapitar a família Soprano.
Ele ordena as execuções de Bobby Baccalieri, que é alvejado até a morte, Silvio, que entra em coma, e Tony, que consegue se esconder. A direção da família Lupertazzi insubordina-se contra Phil, e ignora a ordem para matar Tony, dando-lhe uma oportunidade para ir atrás de Phil. Um agente do FBI informa a localização de Phil. Tony suspeita que Carlo, um capo de Nova Jérsei, tornou-se informante para livrar o filho, que recentemente fora preso por traficar de drogas. Tony encontra-se com seu advogado, que informa-lhe que as máfias de Nova Jérsei e Nova Iorque estão recebendo intimações. Pouco depois da morte de Phil, Tony visita todos os seus associados que sobreviveram, e se encontra com Carmela e A.J. para jantar. Meadow atravessa a avenida do restaurante, enquanto um dos presentes no restaurante percebe a presença de Tony, e entra no banheiro. Quando Meadow entra no restaurante, a tela se volta para o rosto de Tony e a série se encerra, deixando o destino tanto seu como de sua família como um mistério.

## Universo ficcional
Bada BingBar strip onde se reúnem os membros da família para discutir os negócios.
Satriale's Pork StoreÉ um talho que nos anos 1960 foi "adquirido" por Johnny Soprano e a família DiMeo. É constantemente utilizado para esquartejar vítimas assassinadas. Fora isso, é um talho comum que funciona normalmente durante o dia.
Nuovo VesuvioÉ um restaurante de propriedade de Artie Bucco. É muito frequentado pelos membros da família Soprano que comem de graça por serem amigos de Artie.

## Em DVD
As cinco primeiras temporadas e a primeira parte da sexta foram lançadas em DVD. Recentemente (Janeiro 2008) foi lançado no Brasil a Sexta Temporada Parte 2. Esta foi a última temporada.
Apesar da série ter sido remasterizada no formato HDTV a partir de negativos de 35 mm (com excepção do primeiro episódio), a série só começou a ser transmitida neste formato em 2002. Entretanto os DVDs são em 16:9.
| Ator                  | Personagem                               | Temporadas   | Temporadas   | Temporadas        | Temporadas   | Temporadas   | Temporadas   |
| Ator                  | Personagem                               | 1.ª          | 2.ª          | 3.ª               | 4.ª          | 5.ª          | 6.ª          |
| --------------------- | ---------------------------------------- | ------------ | ------------ | ----------------- | ------------ | ------------ | ------------ |
| James Gandolfini      | Tony Soprano                             | Principal    | Principal    | Principal         | Principal    | Principal    | Principal    |
| Lorraine Bracco       | Jennifer Melfi                           | Principal    | Principal    | Principal         | Principal    | Principal    | Principal    |
| Edie Falco            | Carmela Soprano                          | Principal    | Principal    | Principal         | Principal    | Principal    | Principal    |
| Michael Imperioli     | Christopher Moltisanti                   | Principal    | Principal    | Principal         | Principal    | Principal    | Principal    |
| Dominic Chianese      | Corrado "Junior" Soprano                 | Principal    | Principal    | Principal         | Principal    | Principal    | Principal    |
| Vincent Pastore       | Salvatore "Big Pussy" Bonpensiero        | Principal    | Principal    | Recorrente        |              | Participação | Participação |
| Steven Van Zandt      | Silvio Dante                             | Principal    | Principal    | Principal         | Principal    | Principal    | Principal    |
| Tony Sirico           | Peter Paul "Paulie Walnuts" Gualtieri    | Principal    | Principal    | Principal         | Principal    | Principal    | Principal    |
| Robert Iler           | Anthony "A.J." Soprano, Jr.              | Principal    | Principal    | Principal         | Principal    | Principal    | Principal    |
| Jamie Lynn Sigler     | Meadow Soprano                           | Principal    | Principal    | Principal         | Principal    | Principal    | Principal    |
| Nancy Marchand        | Livia Soprano                            | Principal    | Principal    | Imagem de Arquivo |              |              |              |
| Drea de Matteo        | Adriana La Cerva                         | Recorrente   | Principal    | Principal         | Principal    | Principal    | Recorrente   |
| David Proval          | Richie Aprile                            |              | Principal    |                   |              | Participação |              |
| Aida Turturro         | Janice Soprano                           |              | Principal    | Principal         | Principal    | Principal    | Principal    |
| John Ventimiglia      | Arthur "Artie" Bucco                     | Recorrente   | Recorrente   | Principal         | Principal    | Principal    | Principal    |
| Federico Castelluccio | Furio Giunta                             |              | Recorrente   | Principal         | Principal    |              |              |
| Steven R. Schirripa   | Robert "Bobby Baccala" Baccalieri, Jr.   |              | Recorrente   | Principal         | Principal    | Principal    | Principal    |
| Robert Funaro         | Eugene Pontecorvo                        |              |              | Principal         | Recorrente   | Recorrente   | Recorrente   |
| Kathrine Narducci     | Charmaine Bucco                          | Recorrente   | Participação | Principal         | Principal    | Principal    | Principal    |
| Joe Pantoliano        | Ralph Cifaretto                          |              |              | Principal         | Principal    | Participação |              |
| Vincent Curatola      | John "Johnny Sack" Sacrimoni             | Participação | Recorrente   | Recorrente        | Principal    | Principal    | Principal    |
| Steve Buscemi         | Tony Blundetto                           |              |              |                   |              | Principal    | Participação |
| Joseph R. Gannascoli  | Vito Spatafore                           |              | Recorrente   | Recorrente        | Recorrente   | Recorrente   | Principal    |
| Sharon Angela         | Rosalie Aprile                           | Recorrente   | Recorrente   | Recorrente        | Recorrente   | Recorrente   | Principal    |
| Dan Grimaldi          | Patsy Parisi                             |              | Participação | Recorrente        | Recorrente   | Recorrente   | Principal    |
| Ray Abruzzo           | Carmine "Little Carmine" Lupertazzi, Jr. |              |              |                   | Recorrente   | Recorrente   | Principal    |
| Frank Vincent         | Phil Leotardo                            |              |              |                   |              | Recorrente   | Principal    |
| Toni Kalem            | Angie Bonpensiero                        |              | Recorrente   | Recorrente        | Participação | Participação | Principal    |
| Gregory Antonacci     | Butch DeConcini                          |              |              |                   |              |              | Principal    |
| Max Casella           | Benny Fazio                              |              |              | Recorrente        | Recorrente   | Recorrente   | Principal    |
| Carl Capotorto        | Paul "Little Paulie" Germani             |              |              | Participação      | Recorrente   | Recorrente   | Principal    |
| Arthur J. Nascarella  | Carlo Gervasi                            |              |              |                   | Recorrente   | Recorrente   | Principal    |
| Maureen Van Zandt     | Gabriella Dante                          | Recorrente   | Recorrente   | Recorrente        | Recorrente   | Recorrente   | Principal    |

| DVD                                        | Região 1               | Região 2               | Região 3               | Região 4               |
| ------------------------------------------ | ---------------------- | ---------------------- | ---------------------- | ---------------------- |
| 1.ª Temporada                              | 12 de Dezembro de 2000 | 24 de Novembro de 2003 | 24 de Novembro de 2003 | 24 de Novembro de 2003 |
| 2.ª Temporada                              | 6 de Novembro de 2001  | 24 de Novembro de 2003 | 24 de Novembro de 2003 | 24 de Novembro de 2003 |
| 3.ª Temporada                              | 27 de Agosto de 2002   | 24 de Novembro de 2003 | 24 de Novembro de 2003 | 24 de Novembro de 2003 |
| 5.ª Temporada                              | 28 de Outubro de 2003  | 3 de Novembro de 2003  | 3 de Novembro de 2003  | 3 de Novembro de 2003  |
| 6.ª Temporada - Parte 1 (Episódios 1 - 12) | 7 de Novembro de 2006  | 27 de Novembro de 2006 | 1 de Março de 2007     | 20 de Janeiro de 2008  |

## Influência
A série influenciou diversas outras como Breaking Bad, Six Feet Under, The Shield, Rescue Me e Big Love."